# Elis
La ciutat d'Elis (en àtic ἡ Ἦλις, dòric Ἆλις) va ser la capital de l'Èlida. Era a la riba esquerra del Peneu. L'acròpoli d'Elis es deia en grec Kaloskopi i els venecians van transformar aquest nom en Belvedere. Correspon a la moderna Paleòpoli.
Homer la menciona al "Catàleg de les naus" a la Ilíada, i diu que era una ciutat dels epeus, però les capitals antigues d'aquest poble van ser Èfira a l'interior (a la riba del Ladó) i Bupràsion a la costa. Amb la invasió dels doris, el país fou donat al cap Òxil i els seus etolis, que es van establir a l'acròpoli de Kaloskopi, i la ciutat fou la residència dels reis i l'aristocràcia (que van governar en ser abolida la monarquia després de la invasió persa). Fou l'única ciutat del país que era fortificada.
Després de l'establiment del govern democràtic aristocràtic, Elis (que era en realitat només Kaloskopi) es va unir a altres ciutats de la rodalia (8 en total, cap de les quals tenia muralles) per formar la ciutat d'Elis.
Elis va dominar sobre l'Èlida. La classe dels Hel·lanòdiques fou l'encarregada de presidir els jocs olímpics i estava formada per un membre de cada tribu, que sembla que eren quatre per cada districte, és a dir dotze en total. La ciutat, poc amenaçada per la condició de país sagrat de l'Èlida, fou aviat una de les més populoses i esplèndides de Grècia. Tot i que va perdre el districte del sud i el del nord-est, va mantenir la sobirania sobre el centre i la presidència dels jocs olímpics.
De la ciutat no en queden restes apreciables. Una de les instal·lacions més anomenades fou el gimnàs o Xistos, descrit per Estrabó, dividit en tres parts: el Pletrion, el Tetragonion i el Malco. Al darrer departament hi havia la casa-senat de l'Èlida, anomenada Lalikion. Tenia dues entrades principals: pel carrer Siope (Silenci) fins als banys; i un altre al cenotafi d'Aquil·les cap a l'àgora (hipòdrom) i l'Hel·lanodiceó (residència oficial dels Hel·lanòdiques, que havien de rebre instrucció durant 10 mesos abans de poder exercir la seva feina al festival). També hi havia una àgora anomenada Corcirena, un temple d'Apol·lo guaridor, estàtues d'Hèlios i Selene, un temple de les Gràcies, un temple de Silè i la tomba d'Òxil; pel camí del teatre hi havia el temple d'Hades, que només s'obria un cop l'any. El teatre era entre l'àgora i el Mènios (el rierol darrere la ciutat), i prop del teatre hi havia el temple de Dionís amb l'estàtua d'aquest déu feta per Praxíteles. A l'acròpoli hi havia el temple d'Atenea, amb una estàtua de la deessa feta d'or i marfil per Fídies. No gaire lluny de la ciutat hi havia la ciutat de Petra on era la tomba del filòsof Pirró.